# Die Erschießung Kaiser Maximilians von Mexiko

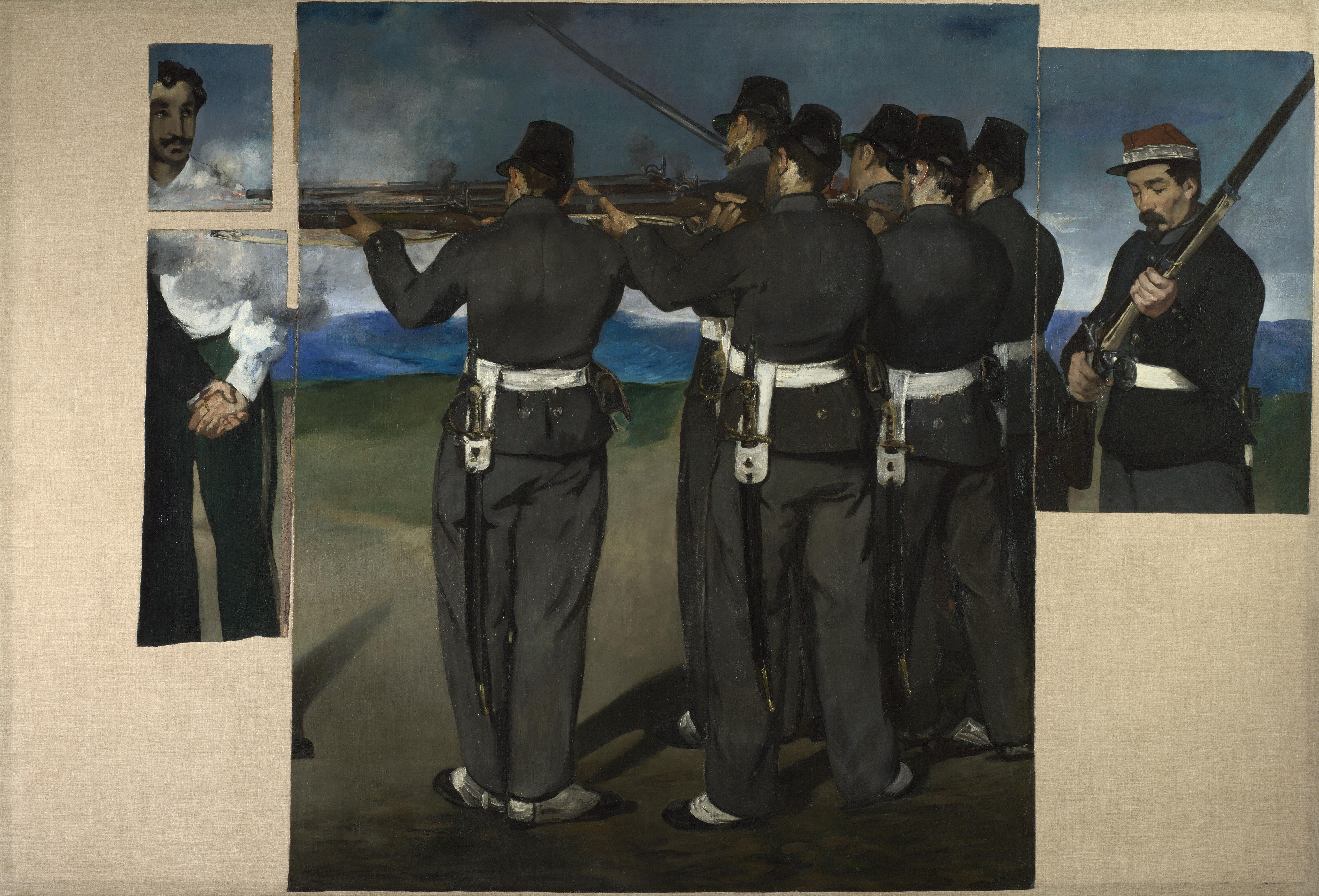
Der Tod des Maximilian (1867–68), Öl auf Leinwand. National Gallery (London)

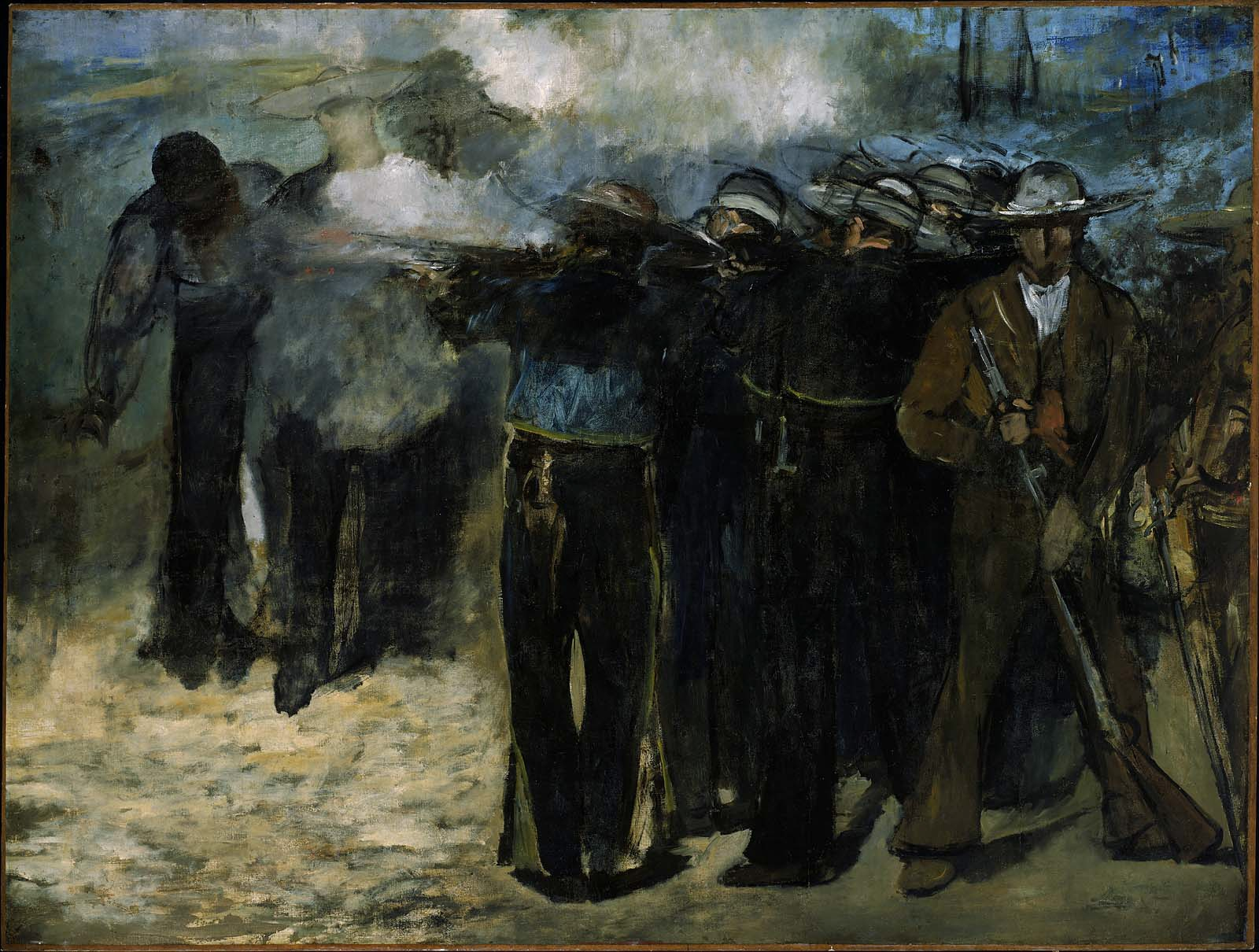
Der Tod des Maximilian (1867), Öl auf Leinwand, 195.9 x 259.7 cm. Museum of Fine Arts, Boston

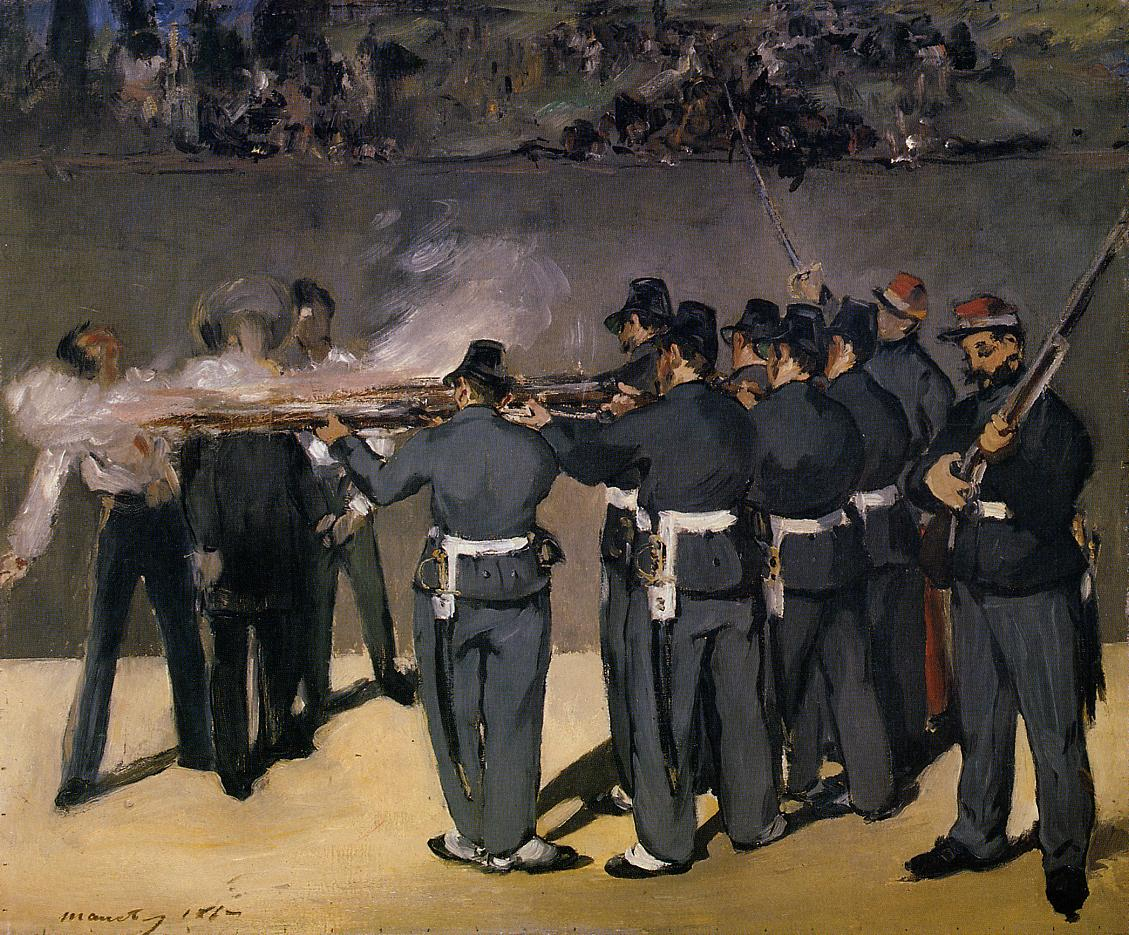
Der Tod des Maximilian (1867), Öl auf Leinwand, 48 x 58 cm. Ny Carlsberg Glyptotek, Kopenhagen

Die Erschießung des Kaisers Maximilian ist ein 1868/69 gemaltes Bild von Édouard Manet. Das Gemälde, die letzte von vier Fassungen, befindet sich in der Kunsthalle Mannheim. Dem Bild liegt das historische Geschehen der am 19. Juni 1867 erfolgten Hinrichtung von Kaiser Maximilian, einem Bruder von Kaiser Franz Josef von Österreich, bei der Stadt Querétaro in Mexiko zu Grunde.

## Bildmotiv und Geschichte
Auf dem Gemälde ist der Augenblick dargestellt, in dem die erste Salve auf die Verurteilten abgegeben wird. Maximilian, mit mexikanischem Sombrero, steht zwischen zwei seiner Generale, rechts Miguel Miramón und links Tomás Mejía. Mejía ist schon von den Kugeln der unmittelbar vor ihm aufgestellten Soldaten getroffen. Die Soldaten tragen auf diesem Bild französische Uniformen, obwohl die wirkliche Exekution von Mexikanern durchgeführt worden war. Über eine Mauer, die das Geschehen von der Landschaft abtrennt, wird die Hinrichtung von einer Gruppe von Mexikanern beobachtet. Groß in den Vordergrund gerückt, hantiert ein Offizier teilnahmslos mit seiner Waffe. Manet signierte das Bild unten links mit seinem Namen und dem Tag der Erschießung, nicht mit dem Datum der Fertigstellung des Bildes.
Manet kannte sicherlich Die Erschießung der Aufständischen von Francisco de Goya, dessen Bilder er bei seinem Besuch im Prado von Madrid gesehen hatte. Doch die Darstellungsweise Manets weicht von jenem berühmten Bild deutlich ab: Aus der Nacht wird ein heller Sommertag, und die dramatisch bewegte, tiefenräumlich gestaffelte Szene Goyas weicht einer strengen, auf schmaler Raumbühne rechtwinklig organisierten, flächigen Struktur. So sind die Gewehre bildparallel, geradezu an den Delinquenten vorbeizielend ausgerichtet und auch die Mauer kann hier kaum als Kugelfang dienen, sondern bildet eine rückwärtige Raumbegrenzung parallel zur Leinwand. „Zu den Markenzeichen von Manets Kunst gehört die Rückführung des Dargestellten auf die Flächendimension“.
Der Schriftsteller Émile Zola fasste die Botschaft des Bildes mit den Worten zusammen: „Frankreich erschießt Maximilian“. Diese Botschaft verstand auch die kaiserliche Zensur. Das Bild konnte beim Salon 1869 auf Druck der Behörden nicht ausgestellt werden. Schon eine Lithografie, ein Jahr früher entstanden, durfte Manet nicht veröffentlichen. Zum Thema Die Erschießung Kaiser Maximilians von Mexiko hat Manet in den Jahren 1867 bis 1869 neben der Lithographie insgesamt vier Ölgemälde angefertigt. Die erste Version (heute im Museum of Fine Arts in Boston zu sehen) zeigt allerdings noch ein Erschießungskommando in mexikanischen Uniformen. Alle vier Ölgemälde befinden sich außerhalb Frankreichs, sie hängen in Boston, Kopenhagen (Ny Carlsberg Glyptotek), London (National Gallery) und Mannheim (Kunsthalle).